# Graduiertenkolleg
Ein Graduiertenkolleg ist ein meist befristetes, systematisch angelegtes Studien- und Forschungsprogramm mit dem Ziel, einen Doktorgrad zu erlangen. In einem weiteren Sinne bezeichnet der Begriff allgemein Vereinigungen von Promovierenden, die zum Zwecke gemeinsamen Forschens und Arbeitens, unter der wissenschaftlichen Leitung von Hochschullehrern, gebildet werden. Für das Graduiertenkolleg werden diverse Ausdrücke verwendet, wie Promotionskolleg, strukturiertes Promotionsprogramm, Graduiertenschule, Graduate School oder Doktoratskolleg, in der Schweiz auch Pro*Doc. Es gibt auch internationale Graduiertenkollegs, in denen gemeinsam mit einem ausländischen Partner geforscht wird.

## Geschichte
1985 wurde das erste Graduiertenkolleg an der Universität zu Köln unter dem Titel „Molekulare Biowissenschaften“ eingerichtet. Gefördert wurde es von der Fritz-Thyssen-Stiftung. 1986 schlug der Wissenschaftsrat vor, mit Graduiertenkollegs den Forschernachwuchs zu fördern. Auf dieser Grundlage starteten Ende der 1980er Jahre 15 weitere Modellkollegs. Sieben davon wurden zunächst von der Bund-Länder-Kommission für Bildungsplanung und Forschungsförderung finanziert, acht von der Stiftung Volkswagenwerk, eines von der Robert Bosch Stiftung. Nach einer erneuten Empfehlung des Wissenschaftsrates 1988 sollte die Deutsche Forschungsgemeinschaft künftig die Graduiertenkollegs fördern. Das erste geisteswissenschaftliche Graduiertenkolleg wurde 1987 an der Universität-Gesamthochschule Siegen eingerichtet. Es  trug den Titel „Kommunikationsformen als Lebensformen“ und war vom Literaturwissenschaftler Hans Ulrich Gumbrecht beantragt worden.

## Ziele
Betreut von einem oder mehreren Hochschullehrern können sich Doktoranden in Graduiertenkollegs themenzentriert in einen umfassenden Forschungszusammenhang einarbeiten. Ziel der Kollegs ist zum einen, die wissenschaftliche Forschung inhaltlich zu bündeln, zum anderen aber auch, die Arbeit der Doktoranden organisatorisch zu strukturieren. Die Doktoranden werden dabei häufig als wissenschaftliche Mitarbeiter angestellt oder erhalten ein Stipendium. Meist beinhaltet ein Graduiertenkolleg regelmäßige Lehrveranstaltungen, Speziallehrveranstaltungen, Seminare, Kolloquien, Kollegstagungen oder Workshops.

## Organisation
Graduiertenkollegs sind überwiegend an Universitäten angesiedelt, da sie bislang in Deutschland das ausschließliche Promotionsrecht haben. Hochschulen und außeruniversitäre Forschungseinrichtungen können daher in Graduiertenkollegs lediglich mitarbeiten, sie aber nicht alleinig führen.
Graduiertenkollegs werden in der Regel von mehreren Hochschullehrern getragen und von einem Sprecher geleitet. Meist werden intern verschiedene Verantwortungsbereiche definiert, die von den Hochschullehrern übernommen werden. Die Promovierenden werden durch verschiedene Beteiligungsmöglichkeiten in die Ausgestaltung und Organisation des Graduiertenkollegs einbezogen.

## Finanzierung
In Deutschland finanziert insbesondere die DFG-Graduiertenkollegs. In Österreich fördert der Wissenschaftsfonds (FWF) die Einrichtung von Doktoratskollegs. In der Schweiz finanziert unter anderem der Schweizerische Nationalfonds Graduiertenkollegs. Ende 2002 hat der deutsche Wissenschaftsrat die möglichst flächendeckende Einführung von Graduiertenkollegs gefordert, um die Doktorandenausbildung zu verbessern. Die Vor- und Nachteile von Graduiertenkollegs wurden u. a. für die Wirtschaftsinformatik sehr informativ diskutiert (siehe Heinzl 2008).

## Andere Formen
Neben formell eingerichteten Graduiertenkollegs sind in einigen Fachbereichen auch Initiativen von Nachwuchswissenschaftlern entstanden, die ohne Professoren ein Kolloquium abhalten, und sich gegenseitig unterstützen. Ferner gibt es auch interuniversitäre Graduiertenkollegs und länderübergreifende Kooperationen, wie beispielsweise das Virtuelle Graduiertenkolleg, in dem Doktoranden aus Freiburg, Münster und Tübingen zusammenarbeiten, oder das nordische Network for Ph.D. Courses, das Kursangebote der Universitäten in Lüneburg, Hamburg, Kiel, Flensburg und der Syddansk Universitet sowie verschiedener außeruniversitärer Forschungseinrichtungen bündelt und den Doktoranden der Mitgliedsinstitutionen öffnet.

## Kritik
Insbesondere in den Geisteswissenschaften wird bisweilen der Trend kritisiert, Promotionsverfahren über Graduiertenkollegs durch Drittmittel so stark zu fördern. Die Abwesenheit freier Promotionen, wie sie in Italien besteht, führt etwa laut dem Historiker Christof Dipper dazu, dass „die Möglichkeiten für individuelle Zugänge, originelle Forschungsansätze und unorthodoxe Fragestellungen [...] mit dieser gesteuerten, auf Profitbildung, Effizienz und dementsprechend Kontrolle ausgerichteten Nachwuchspflege“ schwinden. Programmgesteuerte Graduiertenkollegs förderten den „mainstream“, so Dipper. Demgegenüber sorge das Nebeneinander beider Systeme „insgesamt für einen heilsamen Wettbewerb“.